# لوكاس غرابر
لوكاس غرابر هو لاعب كرة قدم ليختنشتاني، ولد في 3 مايو 2001 في فادوتس في ليختنشتاين.

## وصلات خارجية
- لوكاس غرابر على موقع قاعدة بيانات كرة القدم.إي يو (الإنجليزية)
- لوكاس غرابر على موقع ناشيونال فوتبول تيمز (الإنجليزية)
- لوكاس غرابر على موقع Soccerway.com (الإنجليزية)
- لوكاس غرابر على موقع عالم كرة القدم.نت (الإنجليزية)